# Pineapple Lake
Der Pinapple Lake (englisch für Ananassee) ist ein länglicher und bis zu 70 m tiefer See an der Ingrid-Christensen-Küste des ostantarktischen Prinzessin-Elisabeth-Lands. Er liegt unmittelbar nördlich des Sørsdal-Gletschers am Südrand der Vestfoldberge. Die Eisdecke seiner Oberfläche ist zwischen 3 und 4 m dick.
Wissenschaftler der Australian National Antarctic Research Expeditions fanden hier eine Dose mit Ananassaft. Dies nahm das Antarctic Names Committee of Australia 1984 als Anlass für seine Benennung.